# Doryctes nubilipennis
Doryctes nubilipennis är en stekelart som först beskrevs av Maximilian Spinola 1851.  Doryctes nubilipennis ingår i släktet Doryctes och familjen bracksteklar. Inga underarter finns listade i Catalogue of Life.